# Aurora Pro Patria 1919 2021-2022
Questa voce raccoglie le informazioni riguardanti l'Aurora Pro Patria 1919 nelle competizioni ufficiali della stagione 2021-2022.

## Stagione
Nella stagione 2021-2022 la Pro Patria disputa il girone A del campionato di Serie C, raccoglie 45 punti con l'ottavo posto finale. Disputa i Play-off, nei quali nel primo turno a gironi supera il Lecco (0-2), mentre nel secondo turno perde (2-1) a Trieste. Per questa stagione i tigrotti sono stati allenati da Luca Prina, ottengono 20 punti nel girone di andata e 25 punti nel girone di ritorno. A inizio marzo il tecnico è stato sostituito da Massimo Sala. L'udinese Alessandro Piu firmando 9 reti risulta il miglior marcatore stagionale. Dopo una stagione di riposo ritorna la Coppa Italia di Serie C ma la Pro Patria viene subito eliminata dalla Feralpisalò che vince (3-0) su decisione del Giudice Sportivo, perché i bustocchi hanno schierato nella gara il calciatore Andrea Boffelli, che avrebbe dovuto scontare un turno di squalifica.

## Divise e sponsor
Lo sponsor tecnico per la stagione 2021-2022 è Givova, mentre lo sponsor ufficiale è Istituti Clinici San Carlo.

## Organigramma societario
Area direttiva
- Presidente: Patrizia Testa

Area organizzativa
- Segretario generale: Cristian Moroni
- Team manager: Beppe Gonnella
- Delegato sicurezza: Davide Pane
- Addetto agli arbitri: Maurizio Pacchioni

Area comunicazione
- Responsabile: Nicolò Ramella
- S.L.O.: Andrea Fazzari

Area marketing
- Ufficio marketing: Simone Milani

Area tecnica
- Direttore sportivo: Sandro Turotti
- Allenatore: Luca Prina (fino al 01/03/2022), poi Massimo Sala
- Allenatore in seconda: Massimo Sala (fino al 01/03/2022)
- Collaboratore tecnico: Giuseppe Le Noci
- Preparatore/i atletico/i: Stefano Bortolan (fino al 01/03/2022)
- Preparatore dei portieri: Renato Redaelli

Area sanitaria
- Responsabile: Giuseppe Monti
- Medici sociali: Franco Maurizio Bidoglio
- Ortopedico: Marco Luigi Valcarenghi
- Responsabile area fisioterapica: Luca Bettinelli
- Massaggiatori: Mirko Nucera
- Recupero infortuni: Stefano Bacciocchi

## Rosa
Rosa tratta dal sito ufficiale della Pro Patria
| N. |                   | Ruolo | Calciatore        |
| -- | ----------------- | ----- | ----------------- |
| 1  | Italia (bandiera) | P     | Elia Caprile      |
| 2  | Italia (bandiera) | D     | Stefano Vaghi     |
| 3  | Italia (bandiera) | C     | Leonardo Galli    |
| 4  | Italia (bandiera) | D     | Lorenzo Saporetti |
| 5  | Italia (bandiera) | D     | Stefano Molinari  |
| 6  | Italia (bandiera) | D     | Moris Sportelli   |
| 7  | Italia (bandiera) | A     | Leonardo Stanzani |
| 8  | Italia (bandiera) | C     | Tommaso Brignoli  |
| 9  | Italia (bandiera) | A     | Sean Parker       |
| 10 | Italia (bandiera) | C     | Gianluca Nicco    |
| 11 | Italia (bandiera) | C     | Niccolò Pierozzi  |
| 12 | Italia (bandiera) | P     | Giulio Mangano    |
| 13 | Italia (bandiera) | D     | Andrea Boffelli   |
| 14 | Italia (bandiera) | C     | Luca Bertoni      |

| N. |                      | Ruolo | Calciatore                  |
| -- | -------------------- | ----- | --------------------------- |
| 15 | Italia (bandiera)    | D     | Luca Pizzul                 |
| 16 | Italia (bandiera)    | C     | Giovanni Fietta             |
| 17 | Argentina (bandiera) | C     | Franco Vezzoni              |
| 18 | Italia (bandiera)    | A     | Stefano Banfi               |
| 19 | Italia (bandiera)    | D     | Manuel Lombardoni           |
| 21 | Italia (bandiera)    | D     | Riccardo Colombo (capitano) |
| 22 | Italia (bandiera)    | P     | Ryan Bergamo                |
| 23 | Italia (bandiera)    | C     | Filippo Ghioldi             |
| 24 | Italia (bandiera)    | A     | Tommaso Giardino            |
| 25 | Italia (bandiera)    | C     | Davide Ferri                |
| 26 | Italia (bandiera)    | D     | Bryan Zeroli                |
| 27 | Italia (bandiera)    | A     | Alessandro Piu              |
| 30 | Italia (bandiera)    | A     | Davide Castelli             |
| 32 | Italia (bandiera)    | A     | Massimiliano Pesenti        |

### Serie C - girone A

#### Girone di andata
| Arbitro: | Gauzolino (Torino) |

|              |           |                           |
| Castelli 11’ | Marcatori | 75’ Galeandro 83’ Manconi |

| Arbitro: | Rinaldi (Bassano del Grappa) |

|                                    |           |  |
| E. Pittarello 24’, 32’ Barbuti 86’ | Marcatori |  |

| Arbitro: | Burlando (Genova) |

|             |           |  |
| Bertoni 28’ | Marcatori |  |

| Arbitro: | Di Francesco (Ostia Lido) |

|           |           |            |
| Gonzi 84’ | Marcatori | 55’ Parker |

| Arbitro: | Arace (Lugo di Romagna) |

|              |           |                          |
| Pierozzi 44’ | Marcatori | 62’ Valentini 71’ Monaco |

| Arbitro: | Vergaro (Bari) |

|                                   |           |  |
| Masini 1’ Giudici 89’ Kraja 90+2’ | Marcatori |  |

| Arbitro: | Leone (Barletta) |

|              |           |  |
| Pierozzi 44’ | Marcatori |  |

| Arbitro: | Bordin (Bassano del Grappa) |

|             |           |                 |
| Capogna 72’ | Marcatori | 90+1’ Saporetti |

| Busto Arsizio 17 ottobre 2021 9ª giornata | Pro Patria        | 0 – 0 | Südtirol | Stadio Carlo Speroni\| Arbitro: \| Madonia (Palermo) \| |
| Arbitro:                                  | Madonia (Palermo) |       |          |                                                         |

| Arbitro: | Arena (Torre del Greco) |

|                           |           |                                     |
| Buric 4’ F. Antonelli 14’ | Marcatori | 3’ L. Stanzani 43’ L. Galli 85’ Piu |

| Arbitro: | Cherchi (Carbonia) |

|                |           |              |
| Piu 50’ (rig.) | Marcatori | 72’ L. Gatto |

| Arbitro: | Villa (Rimini) |

|                  |           |             |
| Perna 88’ (rig.) | Marcatori | 6’ Stanzani |

| Arbitro: | Iacobellis (Pisa) |

|  |           |                |
|  | Marcatori | 90+3’ Palmieri |

| Arbitro: | Nicolini (Brescia) |

|                                                   |           |                     |
| Silva 15’ Galuppini 23’ Marano 66’ Maistrello 72’ | Marcatori | 50’ (aut.) Tedeschi |

| Busto Arsizio 20 novembre 2021 15ª giornata | Pro Patria                    | 0 – 0 | Seregno | Stadio Carlo Speroni\| Arbitro: \| Pascarella (Nocera Inferiore) \| |
| Arbitro:                                    | Pascarella (Nocera Inferiore) |       |         |                                                                     |

| Arbitro: | D'Eusanio (Faenza) |

|            |           |             |
| Trotta 58’ | Marcatori | 49’ Bertoni |

| Arbitro: | Pirrotta (Barcellona Pozzo di Gotto) |

|  |           |                            |
|  | Marcatori | 33’ Salines 74’ Balestrero |

| Mantova 11 dicembre 2021 18ª giornata | Mantova              | 0 – 0 | Pro Patria | Stadio Danilo Martelli\| Arbitro: \| Pezzopane (L'Aquila) \| |
| Arbitro:                              | Pezzopane (L'Aquila) |       |            |                                                              |

| Arbitro: | Perri (Roma) |

|                           |           |            |
| Parker 51’ (rig.) Piu 62’ | Marcatori | 4’ Morello |

#### Girone di ritorno
| Arbitro: | Mirabella (Napoli) |

|            |           |              |
| Manconi 7’ | Marcatori | 80’ Pierozzi |

| Busto Arsizio 9 gennaio 2022 21ª giornata | Pro Patria    | 0 – 0 | Trento | Stadio Carlo Speroni\| Arbitro: \| Ubaldi (Roma) \| |
| Arbitro:                                  | Ubaldi (Roma) |       |        |                                                     |

| Arbitro: | Taricone (Perugia) |

|                         |           |  |
| A. Brighenti 72’ (rig.) | Marcatori |  |

| Arbitro: | Turrini (Firenze) |

|                          |           |                                          |
| Pierozzi 2’ L. Galli 55’ | Marcatori | 51’ (rig.) A. Cesarini 82’ (aut.) Pizzul |

| Arbitro: | Virgilio (Trapani) |

|                        |           |                            |
| Kirwan 67’ Bifulco 89’ | Marcatori | 24’ (aut.) Ant. Donnarumma |

| Arbitro: | Djurdjevic (Trieste) |

|              |           |          |
| D. Ferri 52’ | Marcatori | 40’ Ganz |

| Arbitro: | Canci (Carrara) |

|  |           |                           |
|  | Marcatori | 76’ Castelli 88’ Pierozzi |

| Arbitro: | Gemelli (Messina) |

|  |           |                                    |
|  | Marcatori | 59’ Se Sena 83’ Adamoli 90’ Ghezzi |

| Bolzano 20 febbraio 2022 28ª giornata | Südtirol           | 0 – 0 | Pro Patria | Stadio Druso\| Arbitro: \| Petrella (Viterbo) \| |
| Arbitro:                              | Petrella (Viterbo) |       |            |                                                  |

| Arbitro: | Costanza (Agrigento) |

|           |           |             |
| Piu 45+1’ | Marcatori | 87’ Contini |

| Arbitro: | Vergaro (Bari) |

|                                                    |           |        |
| Macchioni 29’ Comi 32’ Bruzzaniti 70’ Crialese 76’ | Marcatori | 2’ Piu |

| Arbitro: | Andreano (Prato) |

|                                             |           |              |
| Piu 17’, 64’, 71’ Pierozzi 27’ Molinari 76’ | Marcatori | 70’ Bonalumi |

| Arbitro: | Gigliotti (Cosenza) |

|  |           |                             |
|  | Marcatori | 2’, 39’ Parker 69’ Stanzani |

| Arbitro: | Centi (Viterbo) |

|             |           |  |
| Pierozzi 4’ | Marcatori |  |

| Arbitro: | Luciani (Roma) |

|  |           |                           |
|  | Marcatori | 42’ Parker 45+2’ Pierozzi |

| Busto Arsizio 2 aprile 2022 35ª giornata | Pro Patria          | 0 – 0 | Triestina | Stadio Carlo Speroni\| Arbitro: \| Angelucci (Foligno) \| |
| Arbitro:                                 | Angelucci (Foligno) |       |           |                                                           |

| Arbitro: | Scatena (Avezzano) |

|                        |           |         |
| Spagnoli 5’ Guerra 19’ | Marcatori | 68’ Piu |

| Arbitro: | Di Marco (Ciampino) |

|                     |           |               |
| Stanzani 45+3’, 47’ | Marcatori | 1’ Monachello |

| Arbitro: | Lovison (Padova) |

|                  |           |  |
| Varas 56’ (rig.) | Marcatori |  |

### Play-off
| Arbitro: | Acanfora (Castellammare di Stabia) |

|  |           |                          |
|  | Marcatori | 15’ Sportelli 90’ Pizzul |

| Arbitro: | Maranesi (Ciampino) |

|                          |           |             |
| G. Gomez 39’ (rig.), 58’ | Marcatori | 89’ Pesenti |

### Coppa Italia Serie C
| Arbitro: | Catanoso (Reggio Calabria) |

|  |           |             |
|  | Marcatori | 9’ Stanzani |